# Pectoral de Kiev
Le prix Pectoral de Kiev, fondé en 1992 par l'Union des acteurs de théâtre d'Ukraine récompense des personnes méritantes dans le domaine théâtral.
Les fondateurs directs du Pectoral de Kiev étaient Mykola Goubenkov et Mykola Rouchkovskyi, Mykhaïlo Tchemberji, avec la participation de Timour Ibraimov.
La première cérémonie de remise des prix a eu lieu le 27 mars 1993.
La remise des prix 2022 a lieu au Théâtre national académique Molodyy de Kiev le 27 mars 2023.

## Catégories
- La meilleure performance
- La meilleure performance de la scène de chambre
- Le meilleur spectacle pour les enfants
- Meilleur travail de réalisateur
- Meilleure performance pour un rôle masculin
- Meilleure performance pour un rôle féminin
- Meilleure performance d'un acteur dans un second rôle
- Meilleure performance d'une actrice dans un second rôle
- La meilleure scénographie
- Le meilleur concept musical du spectacle
- Le meilleur travail d'un chorégraphe.

## Cérémonies
- 1992 : 
  - Larissa Kadotchnikova
- 1993 : 
  - Serhiy Dantchenko, réalisateur
  - Daniil Lider, scénographe
  - Bohdan Stoupka, acteur
- 1994 : 
  - La Cerisaie,  réal. Valery Biltchenko du Studio de théâtre expérimental
  - Lohengrin (opéra), réal. Veit Gerker Opéra national d'Ukraine
  - Tout ira bien, metteur en scène Sergueï Efremov, d'après le journal de Janusz Korczak, Théâtre académique municipal de marionnettes.
  - Bohdan Stoupka dans Désespoir pour deux au Théâtre I. Franko.
  - Nonna Koperjinskaya, actrice
  - Piotr Bylinnik, chanteur d'opéra
  - Daniil Fedoryatchenko, directeur général du théâtre. I. Franko
  - Arkady Drak, critique de théâtre
- 1995 : Nonna Koperjynska

...
- 1998 : 
  - Malvina Chvidler, actrice
  - Eugène Mirochnytchenko, chanteuse d'opéra
  - Edouard Mytnytskyi, réalisateur.
- 1999 :
  - Anatoly Belov , danseur
  - Alexander Segal, chorégraphe
  - Yaroslav Stelmakh, dramaturge

...
- 2011 : meilleure actrice Victoria Boulitko, théâtre Natalya Soumska.
- 2012 : Valentina Zimnia, actrice.
- 2013 : 
  - Biletska Neonila, actrice.
  - Tatiana Mikhina, second rôle au théâtre.
- 2014 : Bohdan Stroutynskyi, directeur artistique du Théâtre académique national d'opérette de Kiev.

- 2015 :  Dmitro Tchaïkovski, réalisateur, enseignant, professeur ; Natalya Soumska actrice
- 2016 : Ninel Bytchenko, professeur[3].
- 2018 : 
  - Larissa Kadotchnikova